# Fazıl Hüsnü Dağlarca
Fazıl Hüsnü Dağlarca (26 août 1914 - 15 octobre 2008) est un poète turc né à Constantinople et mort dans la même ville, officiellement renommée Istanbul.

## Œuvres
Il a publié son premier recueil en 1935 ("Havaya Çizilen Dünya" - Le Monde tracé en l'air), suivi de L'Enfant et Dieu ("Çocuk ve Allah") en 1940. Cette première période (qui s'étend aux trois recueils suivants, jusqu'en 1945) se caractérise par une poésie dense, faite d'images vertigineuses, abordant des thèmes métaphysiques (désir, être, mort…). Elle doit très peu sinon rien aussi bien aux influences étrangères qu'aux influences nationales. Cette singularité a valu très tôt au poète une estime des milieux littéraires mais l'a également isolé.
Dans les années 1950, Dağlarca s'est orienté vers une poésie moins tendue et plus explicite, en abordant des thèmes sociaux et l'épopée de la guerre d'indépendance menée par Atatürk. La veine métaphysique cependant s'est poursuivie avec Asu, qui est un nom propre imaginaire (1955).
Dans les années 1960, Dağlarca a ajouté à ces orientations les poèmes politiques et les poèmes pour enfants. Il a ainsi construit en une vie longue et féconde une œuvre monumentale où brillent, dans les dernières années Se vêtir avec les lointains ("Uzaklarla Giyinmek", 1990), La marche de l'image ("İmin Yürüyüşü", 1999) et l'ultime Là-bas je serai obscur ("Orada Karanlık Olurum", 2007).
Fazıl Hüsnü Dağlarca a été nommé pour le prix Nobel de littérature en 1970, 1971, 1972,1973 et 1974 ,,,.

## Publications
- Œuvres complètes ("Bütün Eserleri") en trois tomes (éditions Yapı Kredi, 2009-2012).
- En français : L'Oiseau à quatre ailes (anthologie traduite par Ahmet Soysal, chez Cheyne éditeur, 2004).